# Хавиер Мариас
Хавиер Марѝас Франко (на испански: Javier Marías Franco) е испански писател и преводач, член на Испанската кралска академия на езика.

## Биография
Роден е на 20 септември 1951 г. в Мадрид. Син е на философа Хулиан Мариас и учителката Долорес Франко. Прекарва част от детството си в САЩ, където баща му, получил забрана от режима на Франсиско Франко да преподава в Испания, изнася лекции в американски университети. Хавиер Мариас завършва английска филология в Университета Комплутенсе в Мадрид. Пише разкази, сътрудничи на различни вестници и списания и участва спорадично във филмови продукции. През 1971 г. излиза първият му роман, „Владенията на вълка“, силно повлиян от американското кино.
Хавиер Мариас превежда активно проза и поезия от английски език. Сред превежданите от него автори са Томас Харди, Лорънс Стърн, Робърт Луис Стивънсън, Джоузеф Конрад, У. Б. Йейтс. През 1979 г. получава Националната награда за превод за изданието на испански език на романа „Животът и мненията на Тристрам Шанди, джентълмен“ на Лорънс Стърн.
Преподавал е испанска литература и теория на превода в Оксфорд, Уелсли колидж (Бостън) и Университет Комплутенсе в Мадрид.
Директор е на издателството „Рейно де Редонда“. Хавиер Мариас пише и полемично настроени седмични колонки в испанския вестник „Ел Паис“.
От 2006 г. е член на Испанската кралска академия на езика, е носител на множество престижни литературни награди, и името му е било споменава и сред кандидатите за Нобел. 
Смъртта на Хавиер Мариас е настъпила след усложнена пневмония, развита при Ковид. 

## Творчество
Хавиер Мариас е автор на романи, разкази, есета и публицистични статии. Известността му се дължи най-вече на романите му. Характерни за романите му от „Всички души“ насам са минималистичният сюжет с множество отклонения, сложният синтаксис и въпросите за разказването и премълчаването на истории.

### Романи
- (1971) Los dominios del lobo / „Владенията на вълка“
- (1972) Travesía del horizonte / „Пътешествие към хоризонта“
- (1978) El monarca del tiempo / „Владетелят на времето“
- (1983) El siglo / „Столетието“
- (1986) El hombre sentimental / „Сантименталният мъж“, София: Колибри, 2017 ISBN 978-619-150-979-9
- (1989) Todas las almas / „Всички души“, София: Прозорец, 2002 ISBN 954-733-209-0
- (1992) Corazón tan blanco / „Сърце тъй бяло“, София: Обсидиан, 2011
- (1994) Mañana en la batalla piensa en mí / „За мен спомни си в утрешната битка“, София: Колибри, 2012 ISBN 978-619-150-095-6
- (1998) Negra espalda del tiempo / „Черният гръб на времето“
- (2002 – 2007) Tu rostro mañana / „Лицето ти утре“, София: Алтера, 2011 – 2:
  - 1. (2002) Fiebre y lanza / „Треска и копие“
  - 2. (2004) Baile y sueño / „Танц и сън“
  - 3. (2007) Veneno y sombra y adiós / „Отрова, сянка и сбогуване“
- (2011) Los enamoramientos / „Влюбванията“
- (2014) Así empieza lo malo / „Tака започва злото“, София: Колибри, 2018 ISBN 978-619-02-0338-4
- (2017) Berta Isla / „Берта Исла“, София: Колибри, 2022 ISBN 978-619-02-0971-3
- (2021) Tomás Nevinson

### Разкази
- Cuentos únicos (Volumen 25 de El Ojo sin Párpado, Siruela, 1989
- Mientras ellas duermen (Anagrama, 1990)
- Cuando fui mortal (Alfaguara, 1996)
- Mala índole (Plaza & Janés, 1998)
- Mala índole. Cuentos aceptados y aceptables (Alfaguara, 2012)

### Есеистика
- Vidas escritas (Siruela, 1992)
- El hombre que parecía no querer nada (Espasa-Calpe, 1996)
- Miramientos (Alfaguara, 1997)
- Faulkner y Nabokov: dos maestros (Debolsillo, 2009)
- Las huellas dispersas (Contemporánea, 2013)
- El Quijote de Wellesley: notas para un curso en 1984 (Alfaguara, 2016)
- Entre eternidades y otros escritos (2018)